# Illigera vespertilio
Illigera vespertilio är en tvåhjärtbladig växtart som först beskrevs av George Bentham, och fick sitt nu gällande namn av E. G. Baker. Illigera vespertilio ingår i släktet Illigera och familjen Hernandiaceae. Inga underarter finns listade i Catalogue of Life.